# Дарет
Даре́т — невеликий острів в Червоному морі в архіпелазі Дахлак, належить Еритреї, адміністративно відноситься до району Дахлак регіону Семіен-Кей-Бахрі.

## Географія
Розташований на захід від острова Дехель. Має трикутну, краплеподібну форму, з найдовшою стороною по західному березі. Довжина 1 км, ширина до 600 м. Острів облямований піщаними мілинами та кораловими рифами.